# Bulgarischer Fußballpokal 1983/84
Der Bulgarischer Fußballpokal 1983/84 war die 44. Austragung des Pokalwettbewerbs im Fußball in Bulgarien. Pokalsieger wurde Lewski-Spartak Sofia. Das Team setzte sich im Finale gegen AFD Trakia Plowdiw durch. Da Lewski-Spartak durch den Meistertitel bereits für den Europapokal der Landesmeister qualifiziert war, nahm der unterlegene Finalist am Pokalsiegerwettbewerb teil.

## Modus
Bis zum Viertelfinale wurde der Sieger in Hin- und Rückspiel ermittelt. Bei Torgleichheit entschied zunächst die Anzahl der auswärts erzielten Tore, danach eine Verlängerung und falls erforderlich ein Elfmeterschießen. Das Halbfinale und Finale wurde in einem Spiel entschieden. Bei unentschiedenem Ausgang gab es eine Verlängerung von zweimal 15 Minuten und gegebenenfalls ein Elfmeterschießen.

## Teilnehmer
| A Grupa (16) | B Grupa (36) | B Grupa (36) |
| --- | --- | --- |
| - Belasiza Petritsch - DFS Beroe Stara Sagora - FC Botew Wraza - DFS Chaskowo - Etar Weliko Tarnowo - Lewski-Spartak Sofia - DFS Lokomotive Plowdiw - Lokomotive Sofia - FK Schumen - ZSK Slawia Sofia - DFS Sliwen - ZSK Spartak Warna - AFD Trakia Plowdiw - FC Tschernomorez Burgas - Tscherno More Warna - ZSKA Septemwrijsko sname Sofia | 000Gruppe Nord - SFD Akademik Swischtow - FC Bdin Widin - FK Beloslaw - Chemus Trojan - Dobrudscha Tolbuchin - Dorostol Silistra - FC Dunaw Russe - Jantra Gabrowo - Lok Gorna Orjachowiza - Lokomotive Mesdra - Ludogorez Rasgrad - DFS Osam Lowetsch - Septemwrijska Slawa Michailowgrad - DFS Spartak Plewen - Sportist General Toschewo - Swetkawiza Targowischte - OFK Trjawna - Tschernolomez Popowo | 000Gruppe Süd - Arda Kardschali - FK Armeez Sofia - Assenowez Assenowgrad - FC Balkan Botewgrad - FK Eledschik Ichtiman - FC Hebar Pasardschik - FC Tschirpan - DFS Marek Stanke Dimitrow - Mariza Plowdiw - FC Metalurg Pernik - Minjor Pernik - Neftochimik Burgas - DFS Pirin Blagoewgrad - FC Pirin Goze Deltschew - Rilski Sportist Samokow - Rosowa Dolina Kasanlak - Sagorez Nowa Sagora - Wichren Sandanski |

## 1. Runde
| Datum             |                           | Gesamt          |                                   | Hinspiel | Rückspiel |
| ----------------- | ------------------------- | --------------- | --------------------------------- | -------- | --------- |
| 28.09./18.10.1983 | Lok Gorna Orjachowiza     | 2:8             | AFD Trakia Plowdiw                | 0:3      | 2:5       |
| 28.09./18.10.1983 | DFS Pirin Blagoewgrad     | 2:3             | Lokomotive Sofia                  | 1:0      | 1:3       |
| 05.10./12.10.1983 | Ludogorez Rasgrad         | 5:2             | Tscherno More Warna               | 3:2      | 2:0       |
| 05.10./12.10.1983 | Etar Weliko Tarnowo       | 3:0             | Septemwrijska Slawa Michailowgrad | 2:0      | 1:0       |
| 05.10./12.10.1983 | FK Schumen                | 5:2             | DFS Beroe Stara Sagora            | 3:1      | 2:1       |
| 05.10./12.10.1983 | DFS Sliwen                | 4:0             | SFD Akademik Swischtow            | 3:0      | 1:0       |
| 08.10./12.10.1983 | FK Armeez Sofia           | 3:3 (2:3 i. E.) | Belasiza Petritsch                | 2:1      | 1:2 n. V. |
| 08.10./12.10.1983 | Assenowez Assenowgrad     | 1:5             | Neftochimik Burgas                | 1:2      | 0:3       |
| 08.10./12.10.1983 | FK Beloslaw               | 2:1             | Swetkawiza Targowischte           | 2:0      | 0:1       |
| 08.10./12.10.1983 | Jantra Gabrowo            | 0:5             | FC Dunaw Russe                    | 0:0      | 0:5       |
| 08.10./12.10.1983 | Dobrudscha Tolbuchin      | 2:3             | DFS Osam Lowetsch                 | 2:1      | 0:2       |
| 08.10./12.10.1983 | Rilski Sportist Samokow   | 3:4             | Arda Kardschali                   | 3:0      | 0:4       |
| 08.10./12.10.1983 | OFK Trjawna               | 3:1             | FC Metalurg Pernik                | 1:0      | 2:1       |
| 08.10./12.10.1983 | FK Eledschik Ichtiman     | 3:6             | Rosowa Dolina Kasanlak            | 1:1      | 2:5       |
| 08.10./12.10.1983 | DFS Marek Stanke Dimitrow | 0:4             | ZSK Slawia Sofia                  | 0:1      | 0:3       |
| 08.10./12.10.1983 | Mariza Plowdiw            | 5:6             | Minjor Pernik                     | 5:2      | 0:4       |
| 08.10./12.10.1983 | Tschernolomez Popowo      | (a)6:6(a)       | Sagorez Nowa Sagora               | 6:3      | 0:3       |
| 08.10./12.10.1983 | DFS Spartak Plewen        | 9:3             | Chemus Trojan                     | 5:1      | 4:2       |
| 08.10./12.10.1983 | Wichren Sandanski         | 1:2             | FC Botew Wraza                    | 0:1      | 1:1       |
| 08.10./12.10.1983 | FC Pirin Goze Deltschew   | 1:2             | FC Tschirpan                      | 1:0      | 0:2       |
| 08.10./12.10.1983 | FC Bdin Widin             | 2:3             | DFS Chaskowo                      | 1:2      | 1:1       |
| 08.10./12.10.1983 | Sportist General Toschewo | 3:1             | Dorostol Silistra                 | 2:0      | 1:1       |
| 08.10./12.10.1983 | Lokomotive Mesdra         | 3:1             | FC Hebar Pasardschik              | 3:0      | 0:1       |
| 08.10./19.10.1983 | FC Tschernomorez Burgas   | 6:2             | FC Balkan Botewgrad               | 3:1      | 3:1       |

## 2. Runde
| Datum             |                           | Gesamt |                         | Hinspiel | Rückspiel |
| ----------------- | ------------------------- | ------ | ----------------------- | -------- | --------- |
| 22.10./05.11.1983 | DFS Spartak Plewen        | 3:4    | FC Botew Wraza          | 3:0      | 0:4       |
| 22.10./05.11.1983 | FK Schumen                | 2:3    | AFD Trakia Plowdiw      | 2:0      | 0:3       |
| 22.10./05.11.1983 | Lokomotive Mesdra         | 02:14  | DFS Sliwen              | 0:3      | 02:11     |
| 22.10./06.11.1983 | ZSK Slawia Sofia          | 1:5    | FC Tschernomorez Burgas | 1:0      | 0:5       |
| 22.10./12.11.1983 | Sagorez Nowa Sagora       | 6:2    | Minjor Pernik           | 3:1      | 3:1       |
| 22.10./12.11.1983 | FK Beloslaw               | 0:4    | FC Dunaw Russe          | 0:1      | 0:3       |
| 22.10./12.11.1983 | Ludogorez Rasgrad         | 1:5    | Etar Weliko Tarnowo     | 0:3      | 1:2       |
| 22.10./12.11.1983 | Belasiza Petritsch        | 6:3    | Neftochimik Burgas      | 6:2      | 0:1       |
| 22.10./12.11.1983 | FC Tschirpan              | 3:5    | DFS Chaskowo            | 3:1      | 0:4       |
| 22.10./12.11.1983 | OFK Trjawna               | 4:7    | Rosowa Dolina Kasanlak  | 2:1      | 2:6       |
| 22.10./12.11.1983 | DFS Osam Lowetsch         | 3:2    | Arda Kardschali         | 2:0      | 1:2       |
| 22.10./12.11.1983 | Sportist General Toschewo | 0:7    | Lokomotive Sofia        | 0:6      | 0:1       |

## Achtelfinale
In dieser Runde stiegen die vier Klubs ein, die an den europäischen Wettbewerben teilnahmen. (ZSKA Septemwrijsko sname Sofia, Lewski-Spartak Sofia, ZSK Spartak Warna und DFS Lokomotive Plowdiw)
| Datum             |                         | Gesamt |                                | Hinspiel | Rückspiel |
| ----------------- | ----------------------- | ------ | ------------------------------ | -------- | --------- |
| 08.12./11.12.1983 | FC Tschernomorez Burgas | 10:00  | Sagorez Nowa Sagora            | 6:0      | 4:0       |
| 08.02./26.02.1984 | FC Dunaw Russe          | 2:6    | Etar Weliko Tarnowo            | 1:3      | 1:3       |
| 11.02./26.02.1984 | Belasiza Petritsch      | 3:1    | FC Botew Wraza                 | 2:0      | 1:1       |
| 11.02./26.02.1984 | DFS Sliwen              | 7:8    | DFS Chaskowo                   | 5:3      | 2:5       |
| 11.02./26.02.1984 | AFD Trakia Plowdiw      | 3:2    | DFS Osam Lowetsch              | 2:0      | 1:2       |
| 11.02./26.02.1984 | Rosowa Dolina Kasanlak  | 2:7    | ZSKA Septemwrijsko sname Sofia | 1:2      | 1:5       |
| 11.02./26.02.1984 | ZSK Spartak Warna       | 2:0    | Lokomotive Sofia               | 1:0      | 1:0       |
| 13.02./26.02.1984 | Lewski-Spartak Sofia    | 7:0    | DFS Lokomotive Plowdiw         | 2:0      | 5:0       |

## Viertelfinale
| Datum             |                                | Gesamt |                         | Hinspiel | Rückspiel |
| ----------------- | ------------------------------ | ------ | ----------------------- | -------- | --------- |
| 29.02./21.03.1984 | Belasiza Petritsch             | 3:5    | DFS Chaskowo            | 2:1      | 1:4       |
| 29.02./21.03.1984 | AFD Trakia Plowdiw             | 3:2    | FC Tschernomorez Burgas | 2:1      | 1:1       |
| 29.02./21.03.1984 | Etar Weliko Tarnowo            | 2:4    | Lewski-Spartak Sofia    | 1:1      | 1:3       |
| 29.02./21.03.1984 | ZSKA Septemwrijsko sname Sofia | 7:1    | ZSK Spartak Warna       | 6:0      | 1:1       |

## Halbfinale
| Datum      |                      | Ergebnis              |                                |
| ---------- | -------------------- | --------------------- | ------------------------------ |
| 31.03.1984 | Lewski-Spartak Sofia | 3:1                   | ZSKA Septemwrijsko sname Sofia |
| 31.03.1984 | AFD Trakia Plowdiw   | 0:0 n. V. (4:3 i. E.) | DFS Chaskowo                   |

## Finale
| Paarung              | Lewski-Spartak Sofia – AFD Trakia Plowdiw |
| Ergebnis             | 1:0 (0:0) |
| Datum                | 2. Mai 1984 |
| Stadion              | Arena Arda, Kardschali |
| Zuschauer            | 30.000 |
| Schiedsrichter       | Kiril Sawow |
| Tore                 | 1:0 Emil Spassow (80., Elfmeter) |
| Lewski-Spartak Sofia | Borislaw Michajlow – Plamen Nikolow , Krassimir Kojew, Petar Petrow, Nikolaj Iliew – Krassimir Tschawdarow, Russi Gotschew, Plamen Zwetkow (63. Emil Welew), Boschidar Iskrenow (82. Petar Kurdow) – Michail Waltschew, Emil Spassow Cheftrainer: Wassil Metodiew            |
| AFD Trakia Plowdiw   | Dimitar Witschew – Rumen Jurukow, Dimitar Mladenow, Blagoj Blangew, Slawtscho Chorosow – Trifon Patschew (78. Aleksandar Nikolow), Marin Balakow, Wassil Simow, Petar Sechtinski – Kostadin Kostadinow (72. Iwajlo Stojnow), Atanas Paschew Cheftrainer: Dinko Dermendschiew |